# Pave Romanus
Romanus var pave fra august til november 897.
Han blev født i Gallese nær Civita Castellana, der ligger ca. 65 km fra Rom.
Han var valgt som efterfølger af den myrdede Pave Stefan 6., men blev allerede efter få måneder afsat af den på den tid herskende gruppe. Hans regeringsperiode blev betegnet som dygtigt ledet af den franske historiker Frodoard. Han endte sine dage som munk, hvilket bare kan være en henvisning til, at han blev afsat. Hans dødsdag er ukendt.